# Слуђени и збуњени
Слуђени и збуњени (енгл. Dazed and Confused) америчка је филмска комедија из 1993. у режији и по сценарију Ричарда Линклејтера. Прати тинејџере током последњег дана школе у Остину 1976. Филм нема једног протагонисту или централну радњу, већ прати међусобно повезане нити заплета између различитих друштвених група и ликова. Садржи велику ансамблску поделу улога глумаца који су потом постали звезде, међу којима: Џејсон Лондон, Бен Афлек, Мила Јововић, Кол Хаузер, Паркер Поузи, Адам Голдберг, Метју Маконахи, Ники Кат, Џои Лорен Адамс и Рори Кокран.
Приказан је 24. септембра 1993. Остварио је комерцијални неуспех, зарадивши мање од 8 у Сједињеним Америчким Државама. Касније је остварио успех на тржишту кућних медија и временом постао култни филм. Entertainment Weekly га је сврстао на треће место топ-листе 50 најбољих средњошколских филмова. Такође га је сврстао на 10. место топ-листе најсмешнијих филмова у претходних 25 година. Рецензенти су похвалили филм због верног и реалистичног приказа окружења и средњошколског живота.

## Радња
Последњи дан средње школе у градићу Остин у Тексасу 1976. године. Ђаци виших разреда малтретирају млађе колеге и сви покушавају да се надрогирају, напију или да нађу забаву са девојкама — чак и играчи америчког фудбала који су се заветовали да то неће радити.

## Улоге
- Џејсон Лондон као Рандал „Пинк” Флојд
- Џои Лорен Адамс као Симон Кер
- Мила Јововић као Мишел Бароуз
- Шон Ендруз као Кевин Пикфорд
- Рори Кокран као Рон Слејтер
- Адам Голдберг као Мајк Њухаус
- Ентони Рап као Ентони „Тони” Олсон
- Саша Џенсон као Дон Досон
- Мариса Рибизи као Синтија Дан
- Дина Мартин као Шивон Рајт
- Мишел Берк као Џоди Крејмер
- Кол Хаузер као Бени О’Донел
- Кристина Харнос као Кеј Фолкнер
- Вајли Вигинс као Мич Крејмер
- Марк Вандермелен као Томи Хјустон
- Естебан Пауел као Карл Бернел
- Џереми Фокс као Хершфелдер
- Бен Афлек као Фред О’Банијон
- Џејсон О. Смит као Мелвин Спајви
- Кристин Хинојоса као Сабрина Дејвис
- Паркер Поузи као Дарла Маркс
- Метју Маконахи као Дејвид Вудерсон
- Кетрин Аврил Морис као Џули Симс
- Ники Кат као Клинт Бруно
- Рене Зелвегер као Неси Вајт